# Cécile Debray
Cécile Debray (* 20. November 1966) ist eine französische Kuratorin und Kunsthistorikerin, die sich auf moderne und zeitgenössische Kunst in der Malerei spezialisiert hat. Sie ist Generalkonservatorin für Kulturerbe und seit 2021 Direktorin des Musée Picasso in Paris.

## Leben
Cécile Debrays Urgroßvater ist Georges Duhamel. Sie studierte Kunstgeschichte und Geschichte an der Universität Paris-Nanterre, der École des hautes études en sciences sociales (EHESS) und der Universität Montreal und trat 1996 in das Institut national du patrimoine ein.
Sie war von 1997 bis 2000 Direktorin der Museen von Châteauroux, von 2000 bis 2005 Konservatorin am Musée d’art moderne de la Ville de Paris sowie von 2005 bis 2008 wissenschaftliche Beraterin des Generalverwalters der Réunion des musées nationaux et du Grand Palais des Champs-Élysées, zuständig für die Programmgestaltung der Galeries nationales du Grand Palais. Von 2008 bis 2017 war Debray Chefkonservatorin für moderne Sammlungen am Musée National d’Art Moderne im Centre Georges-Pompidou.
2017 trat sie die Nachfolge von Laurence des Cars als Direktorin des Musée de l’Orangerie an. Sie baute und implementierte das wissenschaftliche und kulturelle Projekt sowie das Ausstellungsprogramm des Museums, orchestrierte die Neupräsentation der Sammlungen in renovierten Räumen (September 2020) und kreierte neue zeitgenössische Programme, „Contrepoints contemporains“. Debray machte 2020 in Frankreich die Arbeit der portugiesischen Künstlerin Paula Rego bekannt, die sie im Musée de l’Orangerie ausstellte.
Im Oktober 2021 wurde Cécile Debray von Emmanuel Macron zur Präsidentin des Musée Picasso ernannt. Als Direktorin stellte sie das Museum, sein Programm und das Gedenken an den 50. Todestag des Künstlers unter den Leitgedanken „Picasso heute“, ausgehend von Neuinterpretationen, der Öffnung für Zeitgenössisches und einem stärker kulturellen Verständnis des Werks.

## Ausstellungskuratorin (Auswahl)
Als Ausstellungskuratorin hat Cécile Debray zahlreiche große internationale Ausstellungen und bedeutende Ausstellungen in unerforschten Gebieten konzipiert und organisiert, darunter:
- 2009: elles@centrepompidou im Centre Georges-Pompidou[13]
- 2017: Dada Africa. Sources et influences extra-occidentales im Musée de l’Orangerie[14]
- 2019: Le modèle noir de Géricault à Matisse im Musée d’Orsay.[15]

Sie kuratierte die Ausstellung „Le Nouveau Réalisme“ im Grand Palais, Paris, März bis Juli 2007 und im Sprengel Museum Hannover, September 2007 bis Januar 2008.

## Auszeichnungen
- 2018: Ritter des Ordre des Arts et des Lettres
- 2021: Ritter der Ehrenlegion